# Macrohelodes tasmanicus
Macrohelodes tasmanicus is een keversoort uit de familie moerasweekschilden (Scirtidae). De wetenschappelijke naam van de soort werd in 1897 gepubliceerd door Thomas Blackburn.